# Torre de la Font Bona (Banyeres de Mariola)
La torre de la Font Bona és una torre fortificada del segle xvi situada a Banyeres de Mariola. Quan es va construir estava aïllada i tenia la funció de controlar les vies de comunicació, encara que en l'actualitat es troba annexa a altres habitatges. L'edifici, de planta quadrada, té quatre altures i es va construir amb murs de maçoneria. En l'actualitat es troba rematada per una coberta de teula àrab a dues aigües. Va viure un llarg període de restauració entre 1991 i 1997, acull el Museu Arqueològic Municipal, i està declarada BIC.

## Museu Arqueològic Municipal
El Museu Arqueològic Municipal es va inaugurar en 1991 a la Torre de la Font Bona, restaurada per a aquest fi, i conté les troballes realitzades des de la dècada de 1960 en els nombrosos jaciments del municipi, com el Ull de Canals, l'Assut de Benasaiz, la Serrella, la Font Bona o el Assagador de Sant Jordi, entre d'altres, gràcies a la labor del Grup Arqueològic Local.
El museu està distribuït en quatre plantes. En la planta baixa s'exposa informació sobre la torre, la seua excavació i restauració, així com alguns dels materials trobats en aquesta. La primera planta recull les troballes d'època prehistòrica, entre els quals destaca un crani trepanat trobat en Els Bagasses. En la segona planta s'exposen els vestigis ibèrics, romans, islàmics i cristians, entre els quals destaquen els objectes d'ús quotidià trobats en el jaciment andalusí de Serrella. La tercera planta acull exposicions temporals i informació sobre els diversos jaciments del municipi, així com sobre la lladronera de la torre.